# عبد القادر البدري
عبد القادر عبد القادر البدري (8 ديسمبر 1921 - 13 فبراير 2003) رئيس وزراء ليبيا يوليو - أكتوبر 1967, مواليد منطقة المليطانية بالقرب من مدينة الأبيار حوالي 62 كيلومتر شرق مدينة بنغازي. كان وحيد أبويه، حيث توفي والده وأمه حامل به فسمته على اسم والده. عاش حياة البادية البسيطة الفقيرة في ذلك الوقت، وكان شديد البر بوالداته التي كانت دائما تدعو له بوفرة الذرية كي يعوض الوحدة التي عاشها بدون أخوة أو أخوات، فسخر الله له أن تزوج بأربع نساء وكان له من الأبناء 15 ومن البنات 18.

## بدايته
ينتمي إلى قبيلة «العواقير» المجاهدة إحدى أكبر قبائل برقة. تلقَّى تعليمه الابتدائي بالمدارس الدينية، وزاول في مطلع حياته الزراعة والتجارة. فاز بالتزكية في انتخابات مجلس النواب في حكومة برقة عام 1950، كما نجح نائباً عن دائرة «الأبيار» في الانتخابات البرلمانية جميعها منذ الاستقلال.

## حياته السياسية
فاز في انتخابات مجلس النواب عن لمنطقة الأبيار منذ لثلاث دورات انتخابية ديسمبر 1952، وحتى ديسمبر 1960. في مجلس النواب. أصبح أول وزير للزراعة في حكومة عبد المجيد كعبار في أيامها الأخيرة (سبتمبر- أكتوبر 1960). كما تولى وزارتي الاقتصاد والصحة في حكومة محمد عثمان الصيد (أكتوبر 1960-أكتوبر 1961)، والصناعة في حكومة حسين مازق (مارس-أكتوبر 1965)، وأصبح أول وزير للإسكان والأملاك الحكومية في نفس الحكومة (أكتوبر 1965-أبريل 1967).